# Relations entre l'Érythrée et les États-Unis
Les relations entre l'Érythrée et les États-Unis sont les  relations bilatérales entre les États-Unis et l'Érythrée.

## Historique

### Annexion éthiopienne
En 1945, de son retour de la conférence de Yalta en février 1945, le président américain Franklin D. Roosevelt, après avoir rencontré les dirigeants égyptiens et saoudiens, tient à rencontrer le dirigeant éthiopien Haïlé Sélassié Ier. C'est à la suite de cette rencontre que les États-Unis expriment un fort intérêt géostratégique pour l'Érythrée.
En 1947, alors que l'Italie renonce à ses colonies dont l'Érythrée, les États-Unis - un des Trois Grands en charge de décider du sort du pays - s'expriment en faveur d'une cession partielle ou totale à l'Éthiopie.  Les États-Unis déploient une armée de 3 200 soldats à Kagnew et soutiennent la politique annexionniste de Haïlé Sélassié Ier. Le 22 mai 1953, un traité est signé qui accorde aux États-Unis le droit d'établir une présence militaire pendant 25 ans. La capitale érythréenne Asmara devient une base américaine (base baptisée Kagnew). Cette présence voisine à l'Éthiopie permet aux États-Unis de développer ses programmes d'aide et de soutien à l'État éthiopien, l'état africain qui bénéficie de plus de la moitié du budget américain dédié aux aides en Afrique, et ce de 1953 à 1975, bien qu'en 1957, seul un patrouilleur américain a été donné à la marine éthiopienne.
Les États-Unis considèrent alors l'Érythrée comme un pays stratégique dans sa politique internationale pour deux raisons : le détroit de Bab-el-Mandeb au sud du pays, et sa position éloignée des pôles nord-sud qui optimise les transmissions radio pour ses opérations de surveillance dans l'océan indien et le Moyen-Orient.

« C'est une station de relais essentielle à notre système de communications pour la défense du monde entier. Il y a là aussi un terminus terrestre pour le système des communications des satellites de défense. Elle fournit également un transmetteur de haute fréquence pour le système de télécommunication diplomatique. »

— Georges Bader, haut responsable Ministère de la Défense, en juin 1970.
L'Érythrée est aussi le chemin le plus court pour aller de l'Éthiopie à la mer Rouge.

### Guerre d'indépendance (1961-1991)
Dans le contexte des accords de Camp David (l'Égypte rejoint le bloc américain), l'URSS, qui garda jusque-là une certaine distance sur la question érythréenne, commença à percevoir l'Érythrée comme une zone stratégique pour reprendre une place dans le contrôle de la région. Jusqu'à la chute de l'URSS, l'empire soviétique va tenter de destabiliser la présence américaine en Érythrée, principalement en alimentant la guerre d'indépendance de l'Érythrée (1961-1991).
En 1991, les négociations entre le gouvernement éthiopien et les factions rebelles érythréennes qui mènent à l'indépendance du pays s'effectuent à Londres et sous l'égide des États-Unis.
Le gouvernement américain reconnait l'indépendance de l'Érythrée vis-à-vis de l'Éthiopie le 27 avril 1993 et établit des relations formelles le 11 juin 1993 avec la désignation d'un chargé d'affaires. À la suite de l'indépendance, les représentations diplomatiques érythréennes aux États-Unis ferment, et ne rouvrent qu'en 1998. Le Eritrean Relief Association (ERA) est lui aussi démantelé et relancé quelques années plus tard aux États-Unis sous le nom de Eritrean Development Fund. En 1999, lorsque le Trésor érythréen emet pour la première fois des bons pour financer le développement du pays, $20 millions sont vendus en Amérique du Nord.
Dans les années 1990, les États-Unis et la Canada sont les 2e pays d'accueil de la diaspora érythréennes après l'Arabie saoudite, avec 14.941 ressortissants, principalement des réfugiés politiques. La représentante Afrique du ministère de la défense US, Susan Rice, identifie alors le pays comme un espoir pour le continent.
Cependant, à partir de 1996, les conflits entre le président Isaias Afwerki et son premier ministre Meles Zenawi mènent à un gel politique du pays et à un refroidissement diplomatique progressif.

### Guerre contre le terrorisme
À partir de 2009, l'ONU impose un embargo sur l'Érythrée pour soutien présumé au terrorisme djihadiste, ce qui bloque les échanges bilatéraux entre les deux pays.
L'embargo est levé en 2018, et la diplomatie américaine exprime son souhait de renouer ses liens avec l'État érythréen. En mai 2019, les États-Unis retirent officiellement l'Érythrée de la liste des pays soutenant le terrorisme.
Depuis le 11 septembre 2001, les États-Unis exigent de l'Érythrée une mise à niveau de ses passeports, ce que le pays africain n'a jamais fait (le bureau américain des affaires consulaires fait remarquer en 2006 que la nationalité du titulaire n'apparaît pas sur les passeports érythréens par exemple). De plus, des suspicions persistent sur le fait que les autorités érythréennes vendent des passeports sur le marché noir. En janvier 2020, les autorités américaines appliquent une restriction sur les visas délivrés aux étudiants et leurs familles. Début février 2020, les États-Unis imposent de nouvelles restrictions temporaires à l'accès au territoire américain par les ressortissants érythréens dans le contexte de la pandémie du coronavirus. Cette restriction s'applique aux quelque 1 000 demandes de visa annuelles dans les catégories regroupement familial, recrutement par un employeur US, services rendus à la nation, et les visas de la loterie de la carte verte.

## Description
Les États-Unis disposent d'une ambassade à Asmara tandis que l'Érythrée dispose d'une ambassade à Washington D.C.
Selon le gouvernement des États-Unis, « les intérêts américains en Érythrée comprennent la consolidation de la paix avec l'Éthiopie, des progrès encourageants vers l'établissement d'une véritable démocratie en soutenant les efforts de l'Érythrée dans la résolution des problèmes régionaux, et la promotion du développement de l'économie érythréenne. »

## Articles liés
- Mission des Nations unies en Éthiopie et en Érythrée